# İsmayılbəyli
İsmayılbəyli è un comune dell'Azerbaigian situato nel distretto di Tərtər.